# Динамо — Ак Барс (клуб по хоккею на траве)
«Динамо — Ак Барс» — клуб по хоккею на траве из Казани. Самый титулованный клуб по хоккею на траве России.

## Названия
- 1981—1991 — «Буревестник»
- 1992—1998 — «Идель», «Идель-Тан», «Идель — ICL-КПО ВС»[1]
- 1999—2020 — «Динамо-Казань»
- с 2021 — «Динамо — Ак Барс»

## История
Команда была образована в 1981 году. Выступала в первенствах и чемпионатах РСФСР и СССР. С 1991 года играет в высшей лиге.
В 2000 году команда впервые стала бронзовым призёром чемпионата России и завоевала Кубок России. Первую победу в чемпионате России одержала в 2003 году.
В сезоне 2007 был выигран Кубок чемпионов и чемпионат России. C 2008 года, победив в чемпионате России, команда начала принимать участие в Евролиге.

## Достижения
Чемпионат России
- (22) — 2003—2008, 2010—2024
- (2) — 2002, 2009
- (2) — 2000, 2001

Кубок России
- Обладатель — 2001, 2005, 2022, 2024
- — 2018, 2019, 2021

Кубок обладателей Кубков (дивизион С)
- Обладатель — 2002

Кубок чемпионов (дивизион В)
- Обладатель — 2007

Суперкубок России
- Обладатель — 2021, 2024